# 彰洞塔
彰洞塔，位于中国广东省河源市和平县合水镇，为和平县的一个县级文物保护单位，类型为古建筑，公布时间为1986年9月。
彰洞塔的历史年代为清光绪。